# Peuple Achomi
Les Achomi ou Khomuni ou Lari sont un groupe ethnique iranien présent dans le sud de l'Iran (provinces méridionales de Fars et Kerman, dans tout Hormozgan et dans la partie orientale de la province de Bushehr) et dans d'autres pays du golfe Persique. Ce sont principalement des sunnites parlant l'achomi, une langue proche du persan ancien,,,,.